# 李鋭
李 鋭（り えい、英語: Li Rui、1917年4月13日 - 2019年2月16日）は、中華人民共和国の政治家。毛沢東の元秘書。元中国共産党中央組織部副部長。

## 人物
初期の中国共産党幹部で毛沢東の秘書を務めた。政治の民主化を唱え続けたが、「大躍進運動」を批判し、下放され農場労働に送られた。文化大革命期にも投獄され、その後、地位を回復。1991年に創刊された改革派の雑誌『炎黄春秋』を支持し、改革派の論客として活躍。
晩年は、言論統制を強める共産党指導部に懸念を示し、2010年に他の引退した幹部らと言論の自由を求める公開書簡を発表したほか、2018年のアメリカメディアのインタビューでも習近平政権の統治を批判するなどした。建国直前から約70年以上に渡り、筆記された日記は、共産党一党支配に関する貴重な資料である。
2019年2月16日に101歳で死去。葬儀は北京の八宝山革命公墓で行われたが、外国メディアを排除するなど警戒態勢下の葬儀であった。

## 経歴

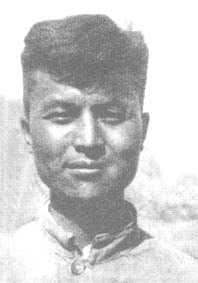
1944年の李鋭

1917年、北京市生まれ。1934年、武漢大学工学院機械系入学。1935年、一二・九運動に参加。1937年、中国共産党に入党。戦時中は延安、東北で青年工作に従事。1952年、湖南省党委員会宣伝部長に任じた後工業部門に移り、大躍進期には水利電力部副部長を歴任。
1958年、毛沢東の秘書となる。1959年、廬山会議で「彭徳懐反党集団」の一員とされ職務解任、党籍剥奪、1966年からの文化大革命期には投獄される。
1979年に名誉回復。1982 ‐ 1984年、中国共産党中央組織部副部長、1982 ‐ 1987年、中央委員、1987 ‐ 1992年、中央顧問委員。1991年より改革派の雑誌『炎黄春秋』の編集顧問。2019年、北京市の病院で死去。享年満101歳。
アメリカ在住の娘がいる。1989年の天安門事件で民主化を求める学生への軍の武力行使に反対し、その後も言論の自由を訴えてきた改革派の重鎮だった。

## 日本語訳
- 『若き毛沢東 青年時代の思想形成』松井博光・玉川信明訳、太平出版社 1976
- 『毛沢東の功罪 毛沢東晩年の「左」の誤った思想に関する試論』橋本剛監修、山本雄子訳、五月書房 2006
- 『中国民主改革派の主張 中国共産党私史』小島晋治編訳、岩波現代文庫 2013

## 著作
1. ↑  “中国共産党 一党支配の宿命　NHKスペシャル”.   NHK. 2023年5月21日閲覧。
2. 1 2  “中国共産党幹部の李鋭氏葬儀 招待者のみ参列、警官監視”.   朝日新聞デジタル. 2021年10月3日閲覧。
3. ↑  “中国民主改革派の主張―中国共産党私史”. 岩波書店サイト. 2024年10月14日閲覧。
4. ↑  “李鋭氏死去=毛沢東の元秘書”. 時事ドットコム (2019年2月16日). 2019年2月21日閲覧。
5. ↑  “毛沢東元秘書が死去 改革派重鎮の李鋭氏”. 日本経済新聞 電子版.  日本経済新聞社 (2019年2月18日). 2019年2月21日閲覧。
6. ↑  李鋭『中国民主改革派の主張 中国共産党私史』岩波現代文庫